# Wallace Vieira
Wallace Vieira (ur. 24 sierpnia 1986) – brazylijski lekkoatleta, sprinter.

## Osiągnięcia
- 2 brązowe medale mistrzostw świata wojskowych (Sofia 2009, bieg na 400 m & sztafeta 4 x 400 m)
- srebrny medal mistrzostw Ameryki Południowej (sztafeta 4 x 400 m, Lima 2009)
- złoto igrzysk luzofonii (sztafeta 4 x 400 m, Lizbona 2009)

### Rekordy życiowe
- bieg na 400 m – 46,05 (2008)